# Bagno Krzywickie Strugi
Bagno Krzywickie Strugi – proponowany w latach 90. XX wieku rezerwat torfowiskowy (rezerwat „Krzywickie Strugi”) o powierzchni ok. 30 ha położony w pobliżu miejscowości Strugi Krzywickie w gminie Siennica (powiat miński, woj. mazowieckie), na terenie Nadleśnictwa Mińsk. Celem jego powołania miała być ochrona zespołu torfowisk przejściowych, położonych w sąsiedztwie złożonego systemu wydm parabolicznych i łańcuchowych (tzw. Gór Łańcuchowych). Z gatunków rzadkich i chronionych z tego terenu wymienia się m.in. grzybienie północne (Nymphaea candida) i bagno zwyczajne (Ledum palustre). Rezerwat nigdy nie wszedł w fazę projektu.